# Onze-Lieve-Vrouw-Onbevlekt-Ontvangenkerk (Andrimont)

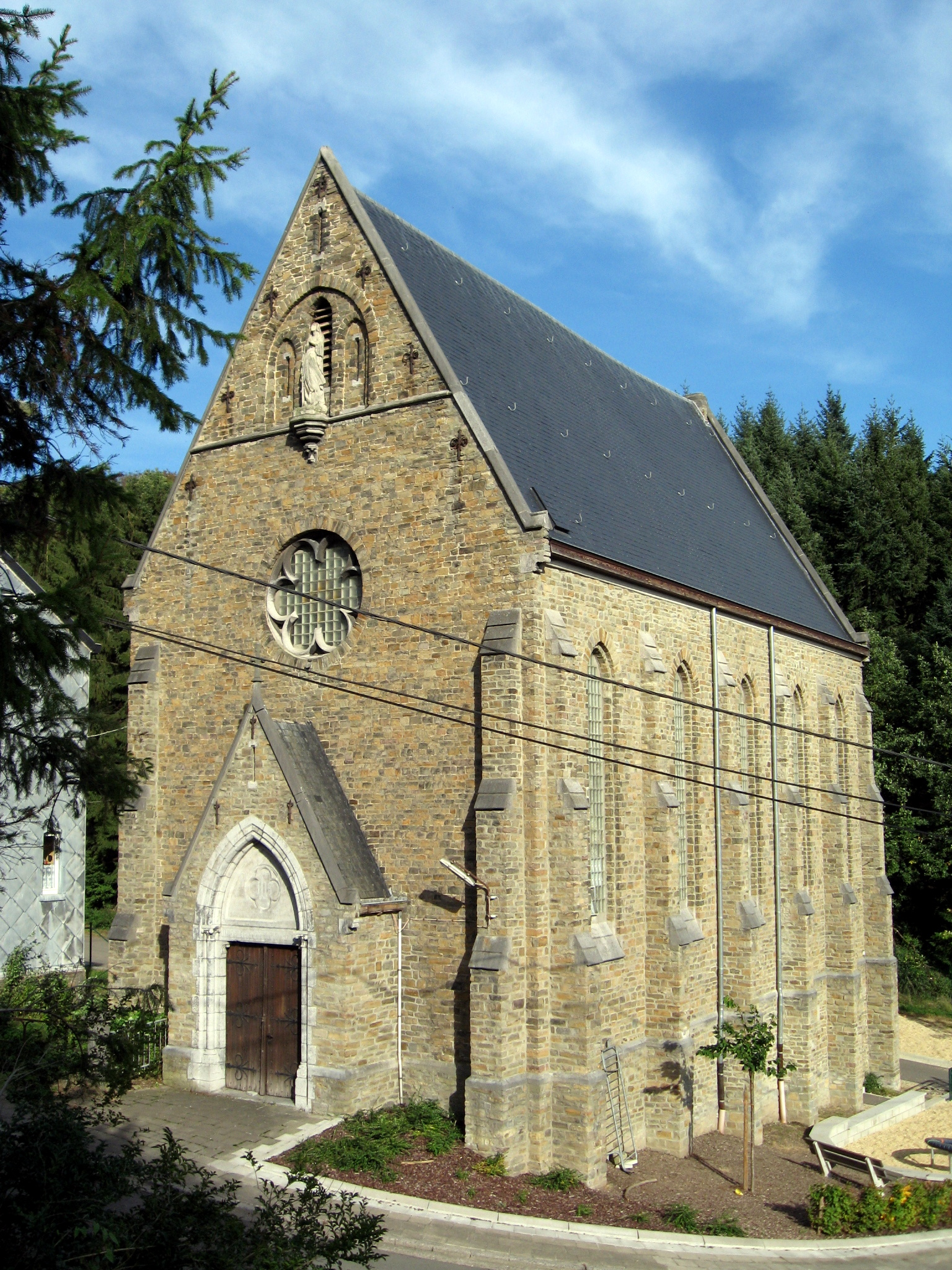
Onze-Lieve-Vrouw-Onbevlekt-Ontvangenkerk

De Onze-Lieve-Vrouw-Onbevlekt-Ontvangenkerk is de voormalige parochiekerk van de buurtschap Renoupré, behorende tot de deelgemeente Andrimont van de Belgische gemeente Dison, gelegen aan de Rue de Renoupré.

## Geschiedenis
Renoupré was vanouds afhankelijk van de Sint-Laurentiusparochie van Andrimont. In 1905 werd een kapelaan benoemd en in 1907 werd een kerk gebouwd die in 1908 werd ingewijd. Architect was Emile Burguet. Het koor werd nimmer gebouwd zodat het kerkje aan de koorzijde vlak afgesloten bleef. Van 1968-1970 werd het kerkje gerestaureerd. Begin 21e eeuw werd de kerk onttrokken aan de eredienst en opgekocht door de gemeente, die er een feestzaal in wil maken.

## Gebouw
Het betreft een eenbeukig neogotisch bouwwerk, vervaardigd van natuursteenblokken. De kerk bezit geen toren, noch een dakruiter. De kerk heeft een vooruitspringend portaal, daarboven een klein roosvenster en daar weer boven een beeld van Onze-Lieve-Vrouw van Lourdes voor het galmgat. Dit beeld werd vervaardigd door Gérard Tasquin.